# سید احمد خان هندی
سید احمد خان هندی (۱۸۱۷-۱۸۹۸) دانشمند اصلاح طلب و مفسر مادی گرای هندی بود.

## زندگی‌نامه
سید احمد خان در سال ۱۸۱۷ میلادی دیده به جهان گشود. تحصیلات خود را از محضر استادان طی نمود و به نوشتن روی آورد. وی با انگلیسی‌های اشغالگر هند ارتباط داشت و در نوشته‌های خود نگاه مادی به دیانت داشت.
وی در سال ۱۸۹۸ میلادی درگذشت و در حیاط دانشگاه علیگره هند مدفون شد.

## تالیفات
از وی تألیفاتی بر جای مانده‌است. از جمله تفسیر تفسیرالقرآن و هوالهدی و الفرقان که انتقادات فراوانی را بر او در پی داشته‌است.

## سید جمال و تفسیر سید احمد خان از قرآن
کتاب تفسير قرآن سر سيد احمدخان بسياري از مطالب دقيق اجتماعي و تاريخي و علمي را در بردارد که در پرورش فکري و عقلي مسلمانان هند بسيار مؤثر بود. ولي گروهي از دانشمندان اسلامي چون تفسير مزبور را تأويل قرآن پنداشتند زبان به انتقاد گشودند.
بسياري از مسلمانان هند از سيد جمال الدين جويا شدند که نظرش را درباره ي تفسير سيد احمدخان بيان نمايد. سيد جمال الدين اسدآبادي پس از مطالعه ي دقيق کتاب تفسير مزبور بياناتي ايراد کرد که پيروانش تقريرات او را نوشته و در مجلات و جرايد فارسي آن زمان در هند چاپ و منتشر شد. گروهي از فضلاي هند که پيرو سيد جمال الدين بودند، مقاله ي « تفسير مفسر » را به زبان اردو ترجمه و در مطبوعات هند هم نشر دادند.
متن مقاله تفسير مفسر

## تاسیس دانشگاه
دانشگاه علگیره هند توسط سید احمد هندی تأسیس شده‌است.